# 舞良
舞良（まいら、2001年1月10日 - ）は、日本の女優、モデル。
北海道名寄市出身で名寄観光大使を務める。旧芸名は「メドウズ舞良」、「新井 舞良」。2024年1月1日に活動名を「舞良」へと改めた。『VoCE』（講談社）専属モデル。自身のYouTubeチャンネルにて、2024年4月よりカナダに留学する予定である事を発表した。

## 人物
- 父はカナダ人で、名寄市立大学で英語を教える教授。母は日本人。
- 英語が堪能で、様々な言語を話せるマルチリンガルになりたいという夢を持っている。
- 兄がいて、カナダの大学に通っている。
- 北海道名寄高等学校在学中にInstagramをきっかけにスカウトされ、事務所の社員がやって来て面談してくれたことでモデル業に興味を持つようになる[4]。
- 小学生から高校1年までバレーボールを、高校2年からは陸上部で短距離走、ハードル、七種競技をしており[5]、インターハイ北海道大会にも出場した。
- 『恋する♥週末ホームステイ』（AbemaTV）から誕生した恋ステバンド「Lilac」のメンバーとして、ドラムを担当していた。スティックの握り方は、フレンチグリップ。
- 憧れのファッションモデルとしてemma[6][5]。
- BiSHのファンで、たびたびライブ会場に足を運んでいる。

## 略歴
2018年
- 8月29日 - 京セラドーム大阪で開催された「KANSAI COLLECTION 2018 AUTUMN & WINTER」内のイベント「VOCE BEAUTY MODEL AUDITION～顔面最強女子決定戦～」にて応募 2,415名もの中からグランプリを獲得し『VoCE』（講談社）専属モデルとなる。

2019年
- 3月3日 -「KOBE COLLECTION 2019 SPRING＆SUMMER」に出演。
- 3月8日 - 恋ステバンド「Lilac（ライラック）」デビュー曲「Hello」がAWAから配信。
- 3月17日 -「KANSAI COLLECTION 2019 SPRING & SUMMER」に出演。
- 4月8日 - 株式会社ウエニ貿易が定める「シャボン（せっけん）の香りの日」にちなんだ「ベストシャボニスト」特別賞に選ばれる。
- 4月27日 - 「札幌コレクション2019」に出演。
- 9月 - YouTubeドラマ『主人公』で女優デビュー。
- 12月22日 - サンケイリビング新聞社「レイ ウエディング」年間イメージモデルに選出される。

2020年
- 『週刊SPA!』（扶桑社）2020年 1/14・21 合併号、『FLASHスペシャル グラビアBEST』（光文社）2020年新年号 にてネクストブレイクに選出。
- 5月 - 配信のチャット小説アプリpeepの『#スーサイドダンス』で初主演。
- 連続ドラマＷ『セイレーンの懺悔』（WOWOW）に仲田未空役で出演。

2021年
- 5月10日、研音への事務所移籍と「新井舞良」への改名を発表した。

2023年
- 3月よりアジア最大の格闘技プロモーションONE Championshipの興行「ONE Figft Night」のABEMA 格闘チャンネルに出演し、英語通訳を行う。
- 4月6日、NHK Eテレ『ニャンちゅう!宇宙!放送チュー!』の13代目おねえさんに就任。またニャンちゅうのおねえさんに21世紀生まれが起用されるのは初めて。

2024年
- 1月1日、YouTubeチャンネルの開設と共に活動名を「舞良」に改める事を発表した。
- 3月14日、NHK Eテレ『ニャンちゅう!宇宙!放送チュー!』のおねえさんを卒業した。在任期間は1年間。
- 10月、留学中のカナダでのオーディションを経て収録された、全世界配信されるAmazon musicのCM映像が公開された。

## 出演
※主演は役名を太字で表記。

### テレビドラマ
- セイレーンの懺悔（2020年10月18日 - 11月8日、WOWOW） - 仲田未空 役
- レッドアイズ 監視捜査班 第1話（2021年1月23日、日本テレビ） - 岩槻知美 役
- アンラッキーガール!（2021年10月7日 - 12月9日、読売テレビ） - 三田亜子 役[19]
- おしゃ家ソムリエおしゃ子!2 10軒目（2021年12月11日、テレビ東京） - ミコちゃん 役
- 明日、私は誰かのカノジョ 第2話（2022年4月20日　毎日放送） - 瑠美 役
- 恋に無駄口 第1話（2022年4月16日、朝日放送テレビ）
- ばかやろうのキス（2022年8月6日 - 9月3日、日本テレビ） - 白倉紬 役[20]
- 恋と弾丸（2022年10月28日 - 12月23日、毎日放送） - マイ 役[21]
- ひともんちゃくなら喜んで!（2023年1月15日 - 3月19日、朝日放送テレビ） - 薄井京香 役[22]
- さすらいのグルメハンター（2023年7月23日 - 8月6日、BS日テレ） - ヒロイン・花岡優香 役[23]
- 君が死ぬまであと100日（2023年10月24日 - 12月26日、日本テレビ） - 田代みか 役
- さすらいのグルメハンター シーズン2（2023年12月3日・12月10日、BS日テレ） - ヒロイン・花岡優香 役
- 対ありでした。〜お嬢さまは格闘ゲームなんてしない〜（2024年6月17日 - 7月15日、読売テレビ） - 上条真琴 役[24]

### 配信ドラマ
- 主人公（2019年9月2日 - 10月7日、YouTube） - 小泉ユリ 役[13]
- #スーサイドダンス（2020年5月29日 - 6月5日、peep）- 主演・佐薙璃歩 役
- 仮面ライダーシリーズ - 厘 役 
  - 仮面ライダーゲンムズ -ザ・プレジデンツ-（2021年4月11日・18日、東映特撮ファンクラブ）[25]
  - 仮面ライダーゲンムズ スマートブレインと1000%のクライシス（2022年4月17日、東映特撮ファンクラブ）[26]
  - 仮面ライダーアウトサイダーズep.0 ゲンムズのおわりと計画のはじまり（2022年10月16日、東映特撮ファンクラブ）[27][28]
- 神様のえこひいき（2022年3月19日 - 4月9日、Hulu）- 鳥居鈴 役[29]
- First Love 初恋（2022年11月24日、Netflix）- 津島さや伽 役[30]
- 対ありでした。〜お嬢さまは格闘ゲームなんてしない〜（2023年5月19日 - 7月7日、Lemino） - 上条真琴 役[31]
- それでもやっぱり好きだから（2023年6月19日、YouTube） - リナ 役[32]

### オーディオドラマ
- 俺の宴（2022年6月15日- NUMA）

### 映画
- 妖怪大戦争 ガーディアンズ（2021年8月13日、東宝/KADOKAWA） - ろくろ首 役
- 偽りのないhappy end（2021年12月17日、アルミード）
- あの花が咲く丘で、君とまた出会えたら。（2023年12月8日、松竹） - 木島カンナ 役[33][34]

### テレビ番組
- 戦国炒飯TV 〜なんとなく歴史が学べる映像〜（2020年8月1日 - 12月30日、TOKYO MX） - キョーコ 役
- チャリダー★快汗!サイクルクリニック（2021年12月25日、NHK BS1）坂バカ部レギュラー
- おるおるオードリー（2022年10月8日、TELASA）
- ONE Figft Night（ABEMA 格闘チャンネル）
  - ONE Figft Night8（2023年3月25日）
  - ONE Figft Night9（2023年4月22日）
  - ONE Figft Night10（2023年5月6日）
  - ONE Figft Night11（2023年6月10日）
  - ONE Figft Night12（2023年7月15日）
  - ONE Figft Night13（2023年8月5日）
  - ONE Figft Night14（2023年9月30日）
  - ONE Figft Night15（2023年10月7日）
  - ONE Figft Night16（2023年11月4日）
  - ONE Figft Night17（2023年12月9日）
- 最前線！密着警察24時 春の特別警戒SP（2023年3月29日、TBS）
- ニャンちゅう!宇宙!放送チュー!（2023年4月6日 - 2024年3月24日、NHK Eテレ） - 13代目おねえさん・マイラ役[17]
- スゴEフェス2023（NHK Eテレ、2023年11月13日 - 25日）マイラ役

### テレビバラエティ
- 奇跡体験!アンビリバボー 秋のアニマル大集合SP（2019年10月24日、フジテレビ）
- 行列のできる法律相談所（2020年8月30日、日本テレビ）
- 日曜日の初耳学（2022年5月15日、毎日放送）
- 踊る!さんま御殿!!（2022年6月21日、日本テレビ）
- バービーのHappyPampeeTV（2022年8月14日 - 21日、BS Japanext）
- 1億人の大質問!?笑ってコラえて!（2022年8月24日、日本テレビ）
- 秘密のケンミンSHOW 極（2022年12月1日、読売テレビ）
- オオカミ少年（2022年12月16日、TBS）
- あざとくて何が悪いの？（2024年2月23日、テレビ朝日）

### 雑誌
- 講談社「VoCE」専属モデル
- 光文社「bis」
- 小学館「CanCam」
- 玄光社「CM NOW」
- 学研プラス「BOMB」
- 扶桑社「SPA!」
- 光文社「FLASHスペシャル」
- マガジンハウス「Tarzan」[35]

### ファッションショー
- 東京ガールズコレクション
- Girls Award
- 神戸コレクション
- 関西コレクション
- 札幌コレクション

### 公演（ステージ）
- 「ニャンちゅうの宇宙に夢チュー！」 徳島公演（2023年6月24日、美馬市地域交流センターミライズ）
- 「ニャンちゅうの宇宙に夢チュー！」 山形公演（2023年9月30日、河北町総合交流センター サハトべに花）
- 「ニャンちゅうの宇宙に夢チュー！」 鹿児島公演（2024年1月28日、西之表市民会館）
- 「ニャンちゅうの宇宙に夢チュー！」 東京公演（2024年2月23日、スクエア荏原）

### インターネットテレビ
- AbemaTV「恋する♥週末ホームステイ」
- AbemaTV「イマっぽTV」
- AbemaTV「工藤サンタ」
- DHCテレビジョン「＃オルガン坂生徒会」
- AbemaTV「いきなりフォーリンラブ」スタジオゲスト
- AbemaTV「彼とオオカミちゃんには騙されない」

### 広告
- サンケイリビング新聞社「レイ ウエディング」年間イメージモデル
- 「セブンネットショッピング×恋ステ」広告モデル
- DMM英会話　キャンペーン広告
- クラシエホームプロダクツ「FUWARIE」広告モデル
- カメラアプリ「moru」年間イメージモデル
- 伊勢半「Kiss」年間イメージモデル
- ABEMA CM UNIQLO
- ABEMA CM Google Pixel
- ABEMA オリジナルCM 三井住友銀行
- Amazon music 「Amazon music LIVE」（2024年10月）[18]
- McDonald’s CA（2025年7月、McDonald’s Canada）[36]

### MV
- PELICAN FANCLUB「三原色」[37]
- 佐藤千亜妃「空から落ちる星のように」[38]
- 花譜 feat. 可不(KAFU) 「不埒な喝采」[39]
- ざきのすけ。「CASSIS」[40]

### その他
- ベストシャボニスト2019　特別賞
- 名寄観光大使（2019年2月 - ）